# Luftnotlage
Eine Luftnotlage ist ein Notfall eines in der Luft befindlichen Luftfahrzeugs, bei dem schwere und unmittelbare Gefahr droht. Die Ursachen oder Situationen, in denen ein Notfall vorliegt, sind im Luftfahrtrecht nicht fest definiert; es kann beispielsweise ein medizinischer Notfall, Treibstoffmangel, ein technischer Defekt, eine Flugzeugentführung, Orientierungsverlust oder ein Sichtflug in Instrumentenflugbedingungen (englisch VFR in IMC) vorliegen.
Die Luftnotlage wird durch die Piloten des Luftfahrzeugs erklärt, in seltenen Fällen durch die Flugsicherung. Als Notsignale werden in der Regel über Flugfunk der Notruf MAYDAY MAYDAY MAYDAY auf der aktuell verwendeten oder der Notruffrequenz (121,5 bzw. 243,0 MHz; UKW) abgesetzt, über Tastfunk oder andere Wege das Morsezeichen SOS gesendet, der Transpondercode 7700 eingestellt, rote Raketen oder Leuchtkugeln abgefeuert oder rote Leuchtfallschirme eingesetzt. Es darf durch den Piloten auch jedes andere Mittel eingesetzt werden, um auf die Notlage hinzuweisen und den Standort bekanntzugeben.
Ein solches Luftfahrzeug erhält jegliche Unterstützung der Bodenstellen und hat Vorrang vor allen anderen Luftfahrzeugen.
Der Flugalarmdienst der Flugsicherung alarmiert im Notfall den Such- und Rettungsdienst. Selbst ohne dass ein Pilot eine Luftnotlage erklärt, wird durch den Flugalarmdienst die Ungewissheitsstufe (Uncertainty Phase | INCERFA) ausgerufen, wenn eine Meldung oder Ankunft eines Luftfahrzeugs 30 Minuten überfällig ist. Sind weitere Nachforschungen ergebnislos oder erfolgt nicht innerhalb von fünf Minuten nach entsprechender Freigabe die Landung, oder ist von einem widerrechtlichen Eingriff wie einer Flugzeugentführung auszugehen, wird die Bereitschaftsstufe (Alert phase | ALERFA) erklärt. Die Notstufe (Distress Phase | DETRESFA) wird erklärt, wenn die Nachforschungen während der Bereitschaftsstufe ergebnislos waren, der Treibstoffvorrat als unzureichend angesehen wird, eine Meldung vorliegt oder die Wahrscheinlichkeit besteht, dass das Luftfahrzeug eine Notlandung durchführt.